# 北おおさか信用金庫
北おおさか信用金庫（きたおおさかしんようきんこ）は、大阪府茨木市に本店、大阪市淀川区に本部を置く信用金庫。統一金融機関コードは1645。
北摂（北大阪、および兵庫県の阪神南地域）、北河内、大阪市（おもに北部）に支店を置く。旧十三信用金庫の管轄地域の大部分を除き、旧水都信用金庫（かつては豊中信用金庫と大阪殖産信用金庫）、旧摂津信用金庫の管轄地域はほぼ大阪モノレールの沿線と合致している。

## 概要
2013年3月17日、 十三信用金庫（大阪市淀川区）と摂津水都信用金庫（茨木市）が、前者を存続信金として対等合併することで合意した。2014年2月14日に近畿財務局は信用金庫法第61条の6第4項の規定に基づき合併を認可し、2月24日に両信金の合併により北おおさか信用金庫が発足した。合併後の本店は旧・摂津水都信金本店に置かれ、旧・十三信金本店は、「本部」・「十三営業部」となった。
発足時点での預金量は約1兆3,000億円で、大阪シティ信用金庫、大阪信用金庫に次いで大阪府内で第3位の信用金庫となった。
2021年9月13日から磁気の影響を受けにくい新しい通帳（Hi-Co通帳）を取扱開始した（Hi-Co通帳に対応していない信用金庫ATMではHi-Co通帳は使えない）。